# Melina Mercouri
Maria Amalia "Melina" Mercouri (en griego: Μαρία Αμαλία "Μελίνα" Μερκούρη, Atenas, 18 de octubre de 1920-Nueva York, 6 de marzo de 1994) fue una actriz, cantante, activista y política griega. Fue miembro del Parlamento Helénico y, en 1981, se convirtió en la primera mujer en ocupar el puesto de ministra de Cultura de Grecia.

## Biografía

### Primeros años
Merkoúri era nieta de Spyros Merkoúris, alcalde de Atenas durante varias décadas. Su padre era miembro del Parlamento. El matrimonio de sus padres terminó cuando ella era niña, por lo que vivió junto a su madre. Su tío Giorgios Merkoúris era líder del Partido Nacionalsocialista Griego y fue nombrado presidente del Banco de Grecia durante la ocupación del Eje entre 1941 y 1944. Merkoúri se casó con Panagis Harokopos, un adinerado terrateniente, durante la Segunda Guerra Mundial y el dinero de su esposo la ayudó a sobrevivir la ocupación alemana del país.

### Carrera

#### Actriz
El debut cinematográfico de Mercouri fue en el filme Στέλλα (Stélla), dirigido por Michael Cacoyannis. La película fue mostrada en el Festival Internacional de Cine de Cannes, donde estuvo nominada a la Palma de Oro. El filme no ganó el premio, pero, en el Festival, Merkoúri conoció al director Jules Dassin, con quien contraería matrimonio en 1966.

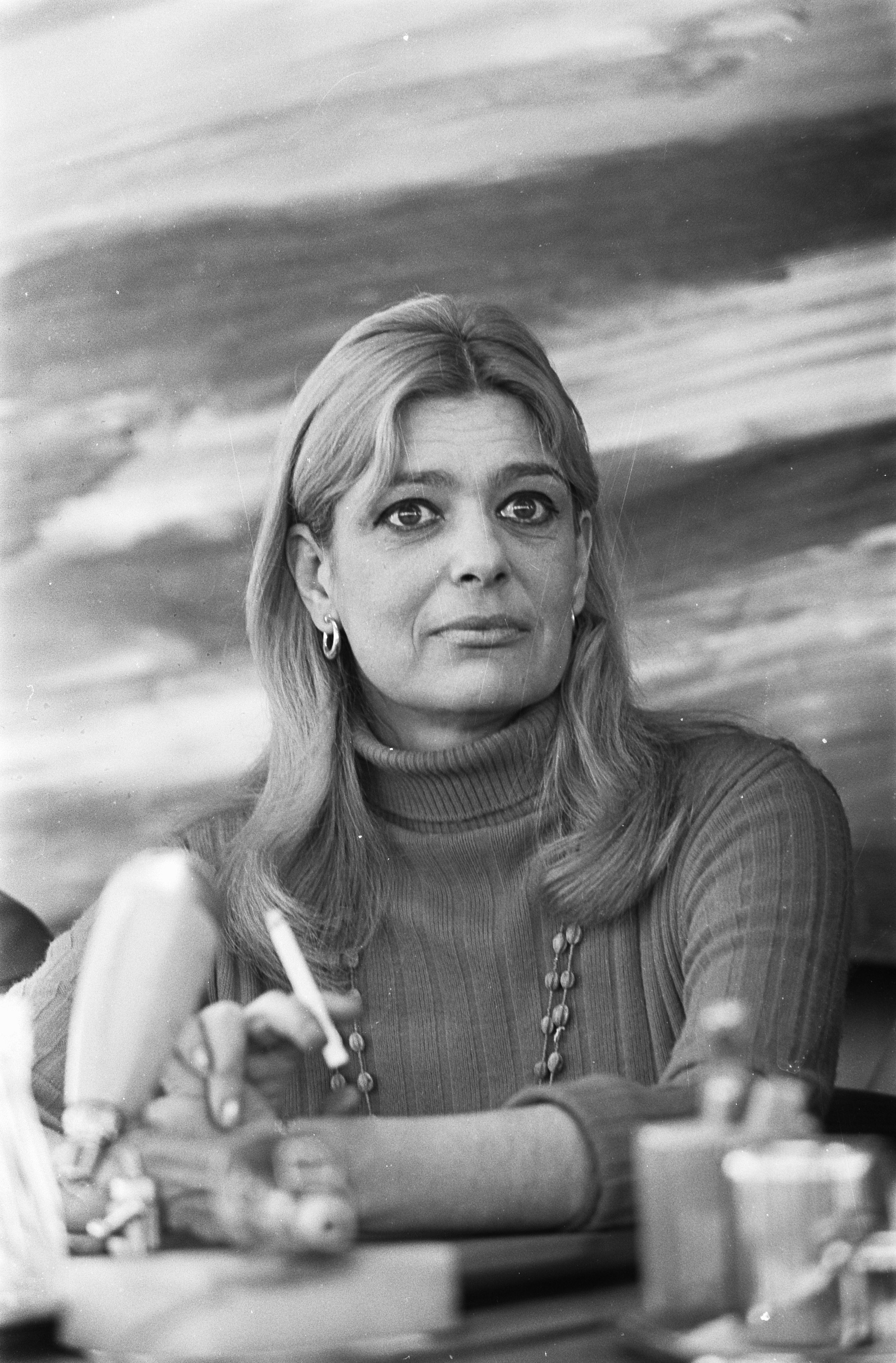
Fotografiada en 1968

Merkoúri se hizo muy popular internacionalmente cuando actuó en el filme de 1960 Nunca en domingo, dirigida por Dassin, por el cual obtuvo una nominación al Oscar a la mejor actriz. Merkoúri y Dassin volvieron a trabajar juntos en el musical Illya Darling, por el cual ella recibió una nominación a los Premios Tony. Protagonizó otras películas como Phaedra (con Anthony Perkins), Topkapi (con Peter Ustinov) y Gaily, Gaily.
Merkoúri se retiró del cine en 1978. Su última película, Kravgi gynaikon (Un sueño de pasión), la cual, al igual que la mayoría de los filmes en los que actuó, fue dirigida por su esposo. En 1980, protagonizó la producción griega de la obra Dulce pájaro de juventud.

#### Cantante
Una de sus primeras canciones fue "Hartino to Fengaraki", escrita por Mános Chatzidákis y Nikos Gatsos. La canción formaba parte de la producción griega de la obra Un tranvía llamado Deseo, que ella protagonizó como Blanche DuBois. La primera grabación de la canción, considerada por muchos como legendaria, fue realizada en 1960 por Nana Mouskouri, aunque en 2004 la compañía discográfico Sirius, creada por Mános Chatzidákis, publicó una grabación que Merkoúri realizó para la televisión francesa en los años 1960. Otras grabaciones de Merkoúri como "Athena ma Ville" y "Melinaki" fueron populares en Francia. Durante los años que permaneció en Francia debido a la dictadura en Grecia, Merkoúri grabó cuatro álbumes, uno en griego y tres en francés.

#### Política
Fue una de las más conocidas oponentes a la dictadura militar de los años setenta, llamada Régimen de los Coroneles, desde 1967 hasta 1974. Dio varios conciertos y organizó bastantes marchas contra la dictadura. Buscó y se reunió con políticos e intelectuales de renombre mundial para crear conciencia contra la junta. Durante su lucha, fue objetivo de varios intentos de asesinato. Merkoúri vivió en Francia durante los siete años de la dictadura. La junta militar le retiró la ciudadanía griega a lo que ella respondió: «Nací griega y moriré griega. Stylanos Pattakos nació fascista y morirá fascista».[cita requerida]
En Grecia, el régimen dictatorial de los coroneles se organizó para enfrentarse a ella de cualquier manera. En su expediente, publicado años después, entre otras cosas escribieron: "Recoged lo dicho sobre Merkoúri por los comunistas y especialmente por el partido KKE y que demuestre que su acción sirve a las aspiraciones del comunismo en Grecia. Ese material debe usarse en cada oportunidad para abonar en el extranjero la creencia de que la actriz es comunista. Pero, independientemente de la existencia o no de ese material, se debe canalizar constantemente a través de rumores y publicaciones que Merkoúri es comunista y que no trabaja para la democracia sino para el comunismo." Además, la junta censuró sus discos y películas y confiscó todos sus bienes.
El 7 de marzo de 1969, en el teatro de Génova se encontró una bomba dirigida a ella. Dicho explosivo fue descubierto por accidente, luego de revisar la escena. Estaba ubicado exactamente en el lugar desde donde Melina hablaría. Se llamó de inmediato a los bomberos y a la policía de la ciudad. Tras ser colocada en el patio del teatro la bomba explotó, afortunadamente sin víctimas.
Cuando la democracia fue reinstaurada, Merkoúri regresó y pasó a ser miembro del Parlamento por el PASOK (Movimiento Socialista Panhelénico). En 1981 se convertiría en la primera griega en ocupar el puesto de ministra de Cultura, cargo que ostentó durante dos legislaturas, hasta 1989. Volvió a desempeñar el cargo entre 1993 y 1994. Como ministra de Cultura, propuso el ideal de la Capital Europea de la Cultura. Atenas fue elegida la primera Ciudad Europea de la Cultura en 1985. Merkoúri abogó por el regreso de los llamados Mármoles de Elgin, actualmente en el Museo Británico, que Thomas Bruce, conde de Elgin, se llevó de la Acrópolis de Atenas en el siglo XIX. A pesar de todo, los esfuerzos de Merkoúri resultaron infructuosos.

### Muerte
Melína Merkoúri murió en un hospital de Nueva York en 1994 a los setenta y tres años de edad, debido a un cáncer de pulmón. Merkoúri fue una fumadora empedernida y, cuando murió, cientos de ciudadanos griegos colocaron en su tumba cajetillas de su marca favorita de cigarrillos como homenaje. 
Su cuerpo llegó a Grecia el 8 de marzo de 1994 y fue llevado en peregrinación popular de dos días a la capilla de la Diócesis de Atenas. Al mismo tiempo se declaró un duelo nacional de tres días. El 10 de marzo se cantó la procesión fúnebre en la Catedral de Atenas e inmediatamente después, cientos de miles de personas la acompañaron hasta el Proto Nekrotafeio (Primer Cementerio) de Atenas donde se celebró el funeral con los honores de un jefe de Estado. Melína Merkoúri fue la primera mujer griega en ser enterrada con estos honores, en una tumba familiar.
Su muerte provocó estallidos de emoción sin precedentes en todo el mundo. Muchos líderes políticos enviaron mensajes de condolencia a su familia y a Grecia. En su funeral, los teatros y tiendas de Broadway permanecieron cerrados y las luces se apagaron por un minuto en señal de duelo. Según el New York Times, era una práctica común para los actores y actrices estadounidenses que fueron protagonistas en teatros de Nueva York. Melina fue la única actriz extranjera en ser honrada de esta manera por Broadway.

## Cultura Popular
La canción "Melina" de Camilo Sesto (del álbum Amor libre de 1975) está dedicada a Melina Merkoúri.
Freddie Mercury (nacido Farrokh Bulsara) uso el apellido de la actriz como alias. Además, solía firmar como "Melina" en comunicaciones a sus allegados.
El 18 de octubre de 2015, Google Doodle conmemoró su 95 cumpleaños.

## Selección de frases
- "No tengo un sistema en mi vida. Puedo vivir con un centavo o millones. No me importan las cosas. "Me preocupo por la gente". (entrevista con Bryan Buckingham, 1962).[14]
- "Nací griega y moriré griega. Pattakos nació fascista y morirá fascista." (1967)[15]
- "La Grecia que volvió a empezar (tras la caída de la dictadura) no fue la República de Pericles sino una Grecia que se parecía a la Acrópolis. Todo ruinoso y de pie sólo gracias al andamio." (Entrevista en F. Magazine, 1978)[14]
- "¡Cuando se trata de Grecia, me convierto en el mendigo más grande del mundo!" (Entrevista con George Lianis, 1985)[14]
- "Me temo que la ideología se perderá en la tierra y que nos convertiremos en pequeñas personas que quieren pasar un buen rato, queremos llevar una vida de consumo. Y que los griegos todavía perderemos lo que se llama dignidad, lo que se llama militancia." (Entrevista a George Douatzis, 1990)[16]
- "Pensé que le tenía miedo a la enfermedad, no es así. Me temo que ya no me querrán." (Entrevista con George Douatzis, 1990)[17]
- "No hay mayor cumplido para mí, cuando me paran en la calle y me llaman nuestra Melina. Encuentro que es lo más tierno que me ha pasado, que soy propiedad de todos." (Entrevista a George Douatzis, 1990)[17]
- "Grecia debe desempeñar un papel de liderazgo en la cultura. Esto es Grecia. Su legado. Ésta es su fortuna. Y si lo perdemos, no somos nada." (Entrevista con George Douatzis, 1990)[17]
- "No fingí. Fingirme es vulgar. Simplemente viví de la manera que quería. Sin contar nada ni a nadie."[18]

## Filmografía
- Stella (Στέλλα) (1955)
- Celui qui doit mourir (1957)
- The Gypsy and the Gentleman (1958)
- La Loi (1959)
- Nunca en domingo (1960)
- Vive Henri IV, vive l’amour (1961)
- Il giudizio universale (1961)
- Fedra (1962)
- Canzoni nel mondo (1963)
- Topkapi (1964)
- Los pianos mecánicos (1965)
- 10:30 P.M. Summer (1966)
- A Man Could Get Killed (1966)
- Gaily, Gaily (1969)
- La Promesse de l'aube (1970)
- Once is not Enough (1975)
- Nasty Habits (1977)
- Kravgi gynaikon (1978)

## Premios y distinciones
Premios Óscar
| Año  | Categoría    | Película         | Resultado |
| ---- | ------------ | ---------------- | --------- |
| 1961 | Mejor actriz | Nunca en domingo | Nominada  |

Festival Internacional de Cine de Cannes
| Año  | Categoría    | Película         | Resultado |
| ---- | ------------ | ---------------- | --------- |
| 1960 | Mejor actriz | Nunca en domingo | Ganadora  |